# 세리크 사피예프
세리크 주만갈리예비치 사피예프(카자흐어: Серік Жұманғалиұлы Сәпиев 세리크 주망갈리울르 사피예프, 러시아어: Сери́к Жумангали́евич Сапи́ев, 1986년 6월 20일~)는 카자흐스탄의 권투 선수이다.
2006년 도하 아시안 게임 남자 복싱 라이트웰터급에서 동메달을 획득했으며 2005년, 2007년에 열린 세계 아마추어 복싱 선수권 대회에서 라이트웰터급 금메달을 획득했다. 2008년 베이징 하계 올림픽에서는 남자 복싱 라이트웰터급 8강전에서 탈락했고 2009년 세계 아마추어 복싱 선수권 대회에서는 웰터급 동메달을 획득했다.
2010년 광저우 아시안 게임 남자 복싱 웰터급에서 금메달을 획득했고 2011년 세계 아마추어 복싱 선수권 대회에서는 웰터급 금메달을 획득했다. 2012년 런던 하계 올림픽에서는 남자 복싱 웰터급 금메달을 획득했다.